# Materialitet (litteratur)
Inom litteratur- och medievetenskap handlar termen materialitet om det fysiska medium som medierar texten till skillnad från texten som medium i sig, och kan således bestå av saker som tryckta böcker, internet, och så vidare.